# Pelastoneurus lamellatus
Pelastoneurus lamellatus är en tvåvingeart som beskrevs av Friedrich Hermann Loew 1864. Pelastoneurus lamellatus ingår i släktet Pelastoneurus och familjen styltflugor. Inga underarter finns listade i Catalogue of Life.